# Hollywood Tonight
Hollywood Tonight är en låt av amerikanska sångaren Michael Jackson och den andra singeln från albumet Michael som kom ut 2010. Låten är skriven av Michael Jackson, Brad Buxer och Teddy Riley. En musikvideo släpptes den 10 mars 2011 på Michael Jacksons officiella Youtubekanal.